# Молофа (річка)
Молофа, Малофа — річка в Україні, у Козелецькому й Чернігівському районах Чернігівської області. Ліва притока Смолянки (басейн Дніпра).

## Опис
Довжина річки приблизно 5,8 км.

## Розташування
Бере початок у Красилівці. Тече переважно на північний захід і між Сіножацьким і Серединкою впадає у річку Смолянку, ліву притоку Десни. 
Біля витоку річки через Красилівку проходить автомобільна дорога E95М01.